# Isabel Viviani
Isabel Viviani Zúñiga, (Santiago de Chile) es una artista visual chilena.
«¿Es magia, cuando lo que parece tan real es realmente insólito? Así se desenvuelve maravillosamente la cultura popular latinoamericana, un sincretismo en el que se combina lo prehispánico con lo religioso y lo barroco. Así lo percibió Isabella Viviani cuando partió de su natal Chile y se asentó en la Ciudad de México para estudiar pintura y escultura», publicó sobre ella el diario La Estrella de Panamá el 2015.

## Biografía

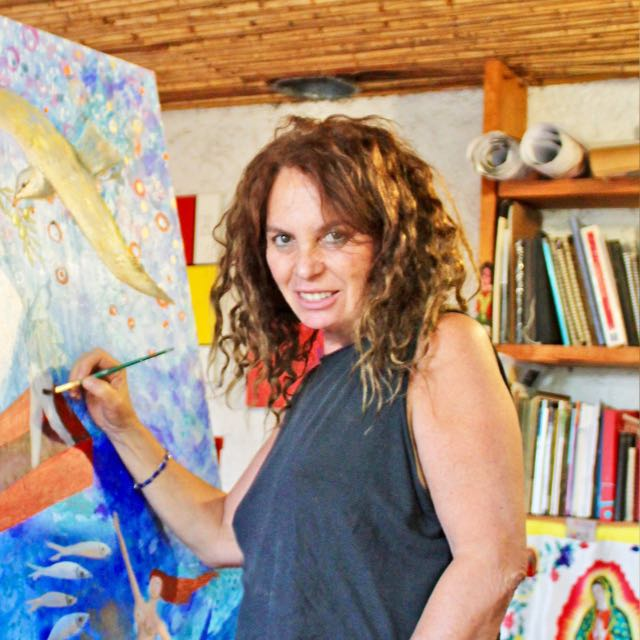
Isabel Viviani trabajando en su taller.

Estudió Diseño Gráfico en la Universidad de Chile, titulándose con honores en 1983.
En 1992 se traslada a vivir a México, donde estudia pintura y escultura. Entre 1994 y 1997 forma parte del directorio del COMAV (Consejo Mundial de Artistas Visuales).
En México realiza diversas exposiciones individuales y colectivas, destacando entre ellas las de la Casa de la Cultura Alfonso Reyes, Centro Cultural Otumba en Teotihuacán, Centro Cultural Oyin Yolitzi y Galería Misrachi, en México DF.
En 1996 se traslada a vivir a Nueva York, Estados Unidos, donde expone en Broome Street Gallery de SOHO en dos ocasiones ("Americas:X 5» y «Circus») y «How I dream New York» en el Hotel Hilton. Posteriormente (en el año 2002), presenta su obra en Hatman Art Space en Coral Gables.
Cuando regresa a su país natal, Chile en 1998, comienza a exponer una serie de obras individuales, entre las que destacan: "Desde mi mundo», en el Museo de Arte Contemporáneo de Santiago, «Lúdica» en la Corporación Cultural de Las Condes, «Caperucita Red» en la Casa de la Cultura de Colina, «Unos cuantos muertecitos» en la Corporación Cultural de Las Condes, «Secretos de Naturaleza», en la Galería Trece y «Macondo-Bomarzo» en el Centro Cultural Scuola Italiana.

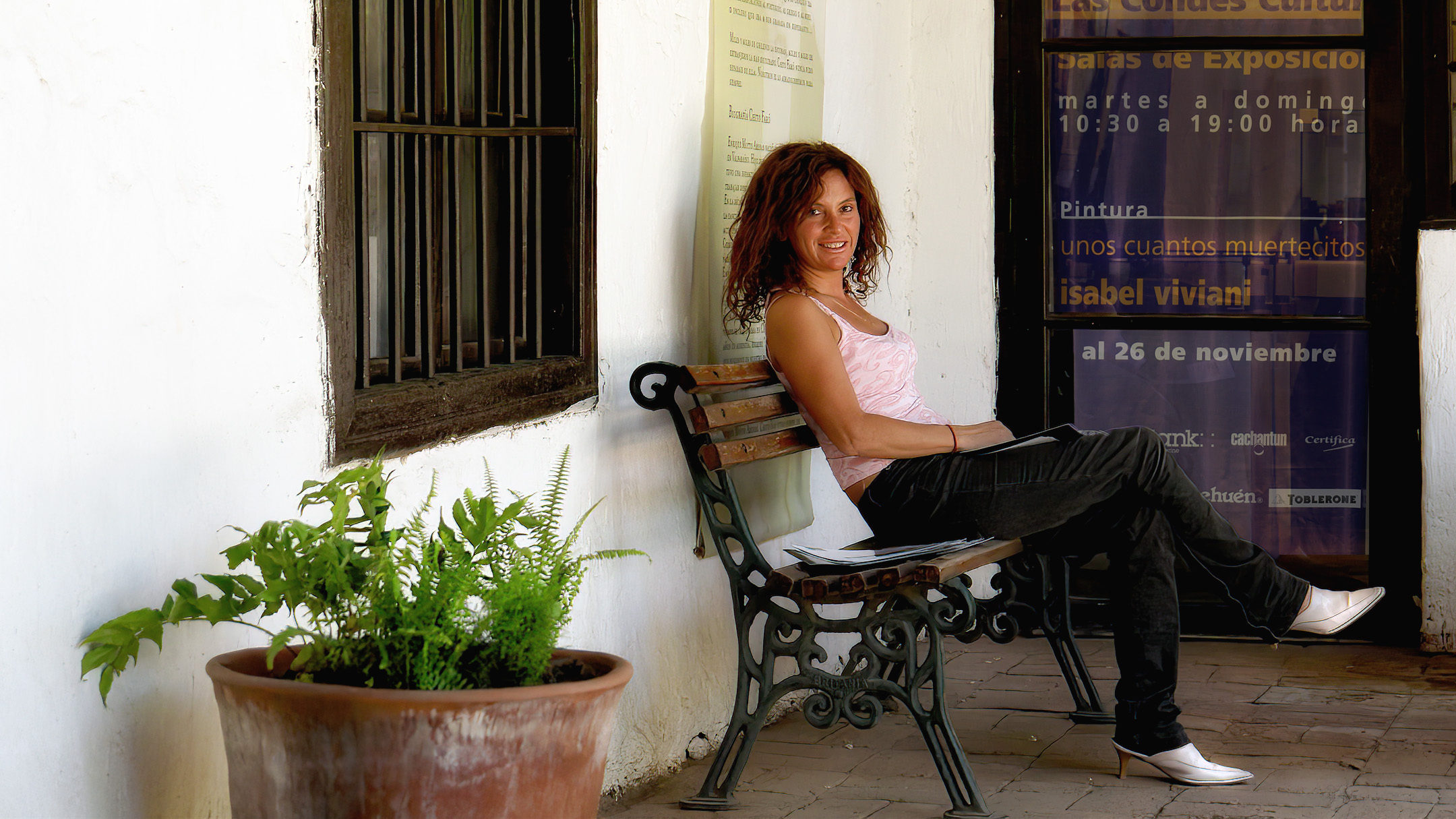
Isabel Viviani para el lanzamiento de su exposición "Unos cuantos muertecitos" en el Centro Artesanal de Los Domínicos.

Sus obras han sido seleccionadas como portada de libro Las máscaras, de Jorge Edwards, y obras de arte urbano tales como «Veredas del Arte», «Caballos de Colores», «El Gran Cuadro», «Tu Corazón, Mi Corazón», entre otras.
Recibió el premio Regional del Consejo para Cultura y las Artes de Chile por «Guion Visual», fue nombrada personaje Ilustre de la Cultura por la Municipalidad de Colina, lo que la llevó a ser elegida curadora y responsable de las exposiciones de arte visual de la Corporación Cultural de Colina.
Su obra más reciente —«Arte y letras del realismo mágico latinoamericano»— ha sido reconocida por la Dirección de Asuntos Culturales del Ministerio de Relaciones Exteriores de Chile y recorrido varios países latinoamericanos, entre ellos, Colombia, Panamá y República Dominicana.
Su exposición-tributo al escritor surrealista chileno Juan Emar —«Ayer, un año»— la llevó a Florencia, Italia, luego de su presentación en Casas de Lo Matta, en Santiago de Chile.
Isabel Viviani posee además un taller de pintura creativa, es gestora cultural y charlista invitada de universidades.

## Exposiciones

### Exposiciones individuales
- 1998 “Circus”,Broome Street Gallery, SOHO, New York, USA
- 1998 “Tiempo de Ausencia”,Centro Cultural de la Municipalidad de Zapallar, Chile.
- 1998 “Desde mi Mundo”. Museo de Arte Contemporáneo MAC, Santiago –Chile.
- 1999 “Circus”,Corporación Cultural de Las Condes, Santiago –Chile.
- 2003 “Lúdica”, Corporación Cultural de Las Condes, Santiago –Chile.
- 2004 “Caperucita Red”. Casa de la Cultura de Colina; “La Galería” de Las Brisas de Chicureo; Galería Off the Record,Santiago –Chile.
- 2005 “Obras del Taller”: Circuito de Arte ‘Salvador Donoso’, Bellavista, Santiago –Chile.
- 2005 “¿Quién le tiene miedo al Lobo?”:Sala Pablo Neruda, Metro de Santiago–Chile.
- 2006 “Caperucita & Compañía”:Casona Nemesio Antúnez, Santiago –Chile.
- 2006 “Unos Cuantos Muertecitos”:Corporación Cultural de Las Condes, Santiago –Chile.
- 2008 “Secretosde Naturaleza”,Galería Trece,Santiago –Chile.
- 2010 “Macondo-Bomarzo”, Centro Culturale Vittorio Montiglio. Santiago –Chile
- 2013 “Ayer, Un Año”, Casas de Lo Matta;Centro Cultural Universidad de Talca, Talca –Chile.
- 2014 “Ciao Emar!”, Centro Culturale Biblioteca Nova Isolotto, Florencia, Italia.
- 2015 “Arte & Letras del Realismo Mágico Latinoamericano”, PalacioINAC, Ciudad de Panamá, Panamá.
- 2017:“Arte & Letras del Realismo Mágico Latinoamericano”, Centro Cultural Casa de Teatro, Santo Domingo, República Dominicana.
- 2019 “Arte & Letras del Realismo Mágico Latinoamericano”, Museo Casa Grau, Bogotá, Colombia

### Exposiciones colectivas desde el 2010
- 2010 “Los versos del Capitán-Mapa del Amor”, Casa Museo La Sebastiana, Valparaíso –Chile
- 2010 “13°Festival Cultural de Mayo”, Jalisco, México.
- 2010 “Poema de Chile, Tierra de Color”Parque Metropolitano de Santiago–Chile
- 2010 “33 Pintores Chilenos”, Coayacán, Ciudad de México.
- 2010 “V concurso de Artes Visuales”, Fundación FOBEJU, Santiago–Chile
- 2010 “Noche de AyudArte”, Asociación Internacional Chile, Hotel Ritz Carlton, Santiago –Chile.
- 2010 “200 Años de Italia en Chile”, ACHIART, Embajada de Italia, Santiago -Chile
- 2011 “El Universo está lleno”, Centro Culturale Vittorio Montiglio, Santiago–Chile
- 2011 “Nuestro Cerro San Cristóbal”, Casa de la cultura Anáhuac, Santiago–Chile
- 2011 “Los paraguas resplandecen”, Galería S Color, Santiago–Chile
- 2011 “Colores y Formas: Ocho artistas chilenos”, Galería Misrachi, Polanco, Ciudad de México.
- 2011 “Valparaíso, mi amor”, Casa Museo Lukas, Valparaíso –Chile
- 2011 “Homenaje a Matta”, Galería Animal, Santiago -Chile
- 2012 “Mi jardín Interior”,Parque de jardines Bicentenario, Santiago–Chile
- 2012 “Eppur si Muove”, galería Latamart, Santiago–Chile
- 2012 “Pares”, colectiva APECH,Galería Artium, Santiago–Chile
- 2012 “Mujeres en la Escultórica Nacional”, Unidad de Patrimonio de la Municipalidad de Viña del Mar; Castillo Wulff. Valparaíso –Chile.
- 2013 “La bellezza dello Sguardo”Centro Cultural Scuola,Santiago–Chile
- 2014 “Transformarte”, colectiva de esculturas con residuos electrónicos, Palacio de la Moneda y otras itinerancias.
- 2014 “La bellezza dello Sguardo”Centro Cultural Scuola,Santiago–Chile
- 2015 “World Art Games Chile”, Museo Rali, Santiago–Chile.
- 2015 “La bellezza dello Sguardo”Centro Cultural Scuola,Santiago–Chile
- 2016 “Juguete de Artista, Galería Patricia Ready, Santiago–Chile
- 2016 “Sgt. Pepper’s Lonely Hearts Club Band”, Galería “En Tránsito”, Santiago–Chile
- 2016 “10 años Arte Ayuda”, Casas de Lo Matta, Santiago–Chile
- 2017 “En perfecta armonía”, Galería “En Tránsito”, Santiago–Chile
- 2017 “Arte Compartido”.Creación, junto al Premio Nacional de Arte, Guillermo Núñez, la obra compartida “Cruz pa’l cielo”, Sala Torii,Las Condes Design, Santiago–Chile
- 2018 “El Arte de Polpaico”: Galería ArteMarco, Santiago–Chile
- 2018 Colectivo SOECH, Sala Torii, Las Condes Design, Santiago–Chile
- 2019 “En nombre de todas”; Taller siglo XX, Yolanda Hurtado, Santiago–Chile
- 2020 “Arte Solidario”, mayo 2020, Galería EduardoLira